# Selmeczi Tibor
Selmeczi Tibor (Debrecen, 1948. október 9.) magyar újságíró, kabarészerző, dramaturg, humorista.

## Élete
Selmeczi Elek újságíró és Fényes Márta színházi rendező gyermekeként született.
A Debreceni Tanítóképző Intézet népművelés–könyvtár szakán tanult 1969–1970 között. Ezután elvégezte a Marxizmus–Leninizmus Esti Egyetemet 1975–1979 között.
1962 óta jelennek meg versei. Közben 1967–1971 között a balmazújvárosi művelődési ház előadója, illetve Debrecenben segédszínész volt. 1967-ben a debreceni Csokonai Színház dramaturgja lett. 1971–1972 között Budapesten nyomdai fotós volt. 1972-ben politikai versei miatt rendőri felügyelet alá helyezték, majd kitiltották Budapestről. 1973–1980 között moziüzem-vezetőként dolgozott.
1976 óta humoros írásokat közöl. 1980-tól a Mikroszkóp Színpad dramaturgja, rendezője. 1990–1996 között a Hócipő szerkesztője volt. 1990–1996 között a Rádiókabaré szóvivője. 1996-tól a Népszabadságban Valódi álhírek címmel önálló rovata volt. Az Ízvilágban illetve az Ízözönben szórakoztató recepteket közölt. A Hócipőben a Ház-tartás rovatban recepteket (is) közöl. Hobbija a vívás és a főzés.

## Magánélete
Felesége, Kátai Mária. Egy gyermekük van: Beatrix (1980).

## Színházi munkái
- Akarsz róla beszélni? (rendező, szerkesztő)
- A Mikroszkóp fantomja (író)
- Az élet lapos oldala – Bajor-kabaré (rendező)
- Ádám és Éva (rendező)
- Csak semmi duma! (szerkesztő)
- Gálvölgyi kabaré (rendező)
- Kelet ez nekünk? (rendező)
- Kihajolni veszélyes! (rendező)
- Közkívánatomra (író)
- Közös bűnnek túrós a háta (rendező, szerző)
- Le vagytok szavazva! (író, szerkesztő)
- Leggyengébb láncszemek (szerkesztő)
- Magasztár? (rendező, szerkesztő)
- Mikor lesz elegünk? (dramaturg)
- Mikroszkóp Mulató (rendező)
- Paprikás rumli (rendező)
- Röhej az egész (rendező, író, szerkesztő)
- Sasazértis (szerző)
- Széllel szembe... (író, szerkesztő)
- Türelmes zóna (zene)
- Ügynökök kíméljenek! (rendező, szerző)
- Valakit visz a vicc (rendező, író, szerkesztő)

## Tévésorozatai
- Élő Hócipő
- Parabola (1995–)
- Szatelit (1996–2004, 99 adás[2])
- A politikus is ember (TV2)

## Művei

### Színdarabok
- Romkabaré (1986)
- Csak úgy, mint otthon (1990)

### Könyvek
- Sorokba szorítva (1994)
- Szabadláb (1997)
- Versek (1998)
- Az én kabarém; Ciceró–Szücs BT, Budapest–Dunakeszi, 2001
- Férj fakanállal. Szórakoztató szakácskönyv; Lucullus, Budapest, 2002
- Beavatás; Garbo, Budapest, 2010
- Gáborján Rita–Selmeczi Tibor: Vívókönyv. Kicsiknek & nagyoknak, edzőknek, szülőknek és (még) nem vívóknak avagy szurka-piszka hasznos, haszontalan valamint mulatságos fejezetekkel; Selmeczi Bt., Budapest, 2013
- Csöbörből vödörbe. Válogatás a Hajléktalan Humorfesztivál legjobb írásaiból; szerk. Selmeczi Tibor; Menhely Alapítvány, Budapest, 2013

### Hangoskönyv
- Ráth-Végh István: Vége az emberi butaságnak / A különc élete és halála. Válogatás; hangoskönyv, felolvassa Selmeczi Tibor; Sonore, Solymár, 2005

## Díjak
- Komlós-gyűrű (1990)
- Karinthy-gyűrű (1993)
- Az év nevettetője (1998)
- A Magyar Köztársasági Érdemrend tisztikeresztje (2002)